# MTV Days 2010
Gli MTV Days 2010 (o MTV Days: Music Festival & Conference) si sono tenuti, per la prima volta nella loro storia, a Torino dal 25 al 27 giugno 2010. Questa edizione è stata caratterizzata da concerti, dj set, dibattiti e la rappresentazione della musica in tante forme espressive musicali come lo storytelling, le listening sessions e i panel in cui la musica, i suoi autori e gli spettatori sono stati i veri protagonisti.

## L'evento

### Programma
- 24 giugno
  - Festa di apertura all'Environment Park di Torino
- 25 giugno
  - Incontri presso il Palazzo Nuovo, alla facoltà DAMS di Torino dalle ore 12:00 alle ore 19:00
  - Concerti di diversi artisti musicali nei locali della città, trasmessi in diretta dai canali MTV Hits, MTV Gold e MTV Pulse
- 26 giugno
  - Incontro al Circolo dei Lettori di Torino
  - Registrazione dell'MTV Storytellers al Teatro Stabile con protagonista Fabri Fibra
  - Concerti di diversi artisti musicali nei locali della città, trasmessi in diretta dai canali MTV Hits, MTV Gold e MTV Pulse
- 27 giugno
  - Concerto finale in Piazza Castello dalle ore 20:30
  - Dj Set per chiudere l'edizione dell'evento

## Performers
Il cast del festival è stato composto da:
- Africa Unite
- Alibia
- A Memorable Day
- Baustelle
- Broken Heart College
- Carmen Consoli
- Crookers
- dARI
- Did
- Fabri Fibra
- Finley
- Gianluca Grignani
- Giuliano Palma
- Lekkerbekken
- Le Vibrazioni
- Linea 77
- Litfiba
- Lost
- Marracash
- Max Gazzè
- Motel Connection
- Nina Zilli
- Noemi
- Orange
- Paola Turci
- Patti Smith
- Paul Weller
- Ragazzo Semplice
- Roy Paci & Aretuska
- Samuele Bersani
- Simone Cristicchi
- Soldiers Of a Wrong War
- Sonohra
- Teatro degli Orrori
- Thank You For The Drum Machine
- The Niro
- Toxic Tuna